# Aphis atuberculata
Aphis atuberculata är en insektsart. Aphis atuberculata ingår i släktet Aphis och familjen långrörsbladlöss. Inga underarter finns listade i Catalogue of Life.